# Hanksville
Hanksville è una città degli Stati Uniti d'America, situata nello Stato dello Utah, nella Contea di Wayne.